# Mayflower Village
Mayflower Village är en ort (CDP) i Los Angeles County, i delstaten Kalifornien, USA. Enligt United States Census Bureau har orten en folkmängd på 5 515 invånare (2010) och en landarea på 1,8 km².